# Szent Miklós-székesegyház (Nyíregyháza)
A nyíregyházi Szent Miklós-székesegyház a 2015-ben alapított Nyíregyházi egyházmegye főtemploma. 1895 és 1897 között épült eklektikus stílusban. 2013-tól 2015-ig a Hajdúdorogi főegyházmegye társszékesegyháza volt.

## A templom rövid története
Nem tudni, hogy a mai megyeszékhely görögkatolikus egyházközségét pontosan mikor alapították. A 19. század végén kialakult és a helytörténet-írásban uralkodóvá lett nézetet, miszerint a reformátusok által birtokolt, 1873-ban lebontott középkori templom egykor bizánci lett volna, semmilyen írott forrás, vagy régészeti lelet nem támasztja alá. Jelentősebb ortodox, később görögkatolikus népesség inkább a 17. században jelenhetett meg a településen. Az biztos, hogy az evangélikus szlovákok betelepülésig (1753) a református mellett a görögkatolikus volt a legjelentősebb vallási közösség Nyíregyházán.
Az első görögkatolikus fatemplomot állítólag 1662-ben szentelték fel. 1747-ben még zsindellyel fedett fatemplomot írtak össze. A Munkácsi Egyházmegye 1751-es kánoni látogatásának jegyzőkönyve szerint a templom paticsból épült (sárral tapasztott vesszőfonat), amelyet Olsay Mihály helynök áldott meg, a felszerelése kielégítő és szép volt, az antimenzionja Bizánczy püspök idejéből származott.
Az új, nagyobb kőtemplomot a gróf Károlyi Antal által, 1771-ben adományozott telkeken építette föl a közösség három év alatt. Az alapkövet 1772. május 9-én rakták le, a tervezőt és a kőműveseket sajnos név szerint nem említik a számadások. A kész épületet a Julianus naptár szerinti július 5-én, Olsavszky János, balsai parókus áldotta meg.
Az 1781. március 10-én végzett kánoni látogatás jegyzőkönyvében viszonylag részletesen ismertetik ezt a templomot. Az egész épületet szépnek és elegánsnak találták. Tornya még nem volt, de az alapozást úgy készítették, hogy később megépíthető legyen. A számadásokból viszont kiderül, hogy volt egy kis fatornya, valószínűleg a nyugati végén. A templom mellett harangláb állt, benne három harang függött, amelyek közül kettőt 1775-ben öntettek.9 Belül az egész templom boltozott volt, oltára és előkészítő oltára falazott, előbbit egy kép díszítette. Az ikonosztáziont a fatemplomból hozták át, 1745-ben készült. Megjegyzik, hogy a képfal Istenszülő–ikonja előtti oltáron időnként a római katolikusok is miséznek. A templom székei is a régi templomból származtak, a falak előtt álltak, a férfiak és nők el voltak különítve. Az antimenziont 1718-ban szentelte meg Bizánczy püspök. Fölsorolták részletesen a liturgikus könyveket is. Az 1609-es kiadású Evangéliumot a közösség 1699-ben vette meg, más forrásokból tudható, hogy az ekkora már jelentéktelenné váló, szomszédos királyteleki egyházközségtől. A filiák fölsorolása közben az összeíró meg is jegyezte, hogy Királytelek valamikor nagy hely volt, ahol Taraszovics Bazil munkácsi püspök zsinatot tartott, de a századfordulón (értsd 17-18. század) pusztulásnak indult. A nyíregyháziak többi liturgikus könyvüket 1700 és 1702 között szerezték be. A Pentekosztárionjukat viszont még 1672-ben vették, ami arra utal, hogy ekkor már biztosan fennállt az egyházközség. A református templommal kapcsolatban csak azt jegyzik meg, hogy hajdan a római katolikusoké volt.
Az 1822-ben végzett egyház-látogatás leírása szerint a torony még nem épült meg, de már csak két harangja volt az egyházközségnek. A templomban a székek továbbra is a fal mellett álltak „görög szokás szerint”, a két nemet, nőket és férfiakat elválasztó fal is megvolt még.
Az egykori templom formájáról a parókián őrzött régi fénykép alapján alkothatunk fogalmat. Egyszerű, barokk épület volt, érdekes, lépcsőzetesen falazott sisakú, klasszicista toronnyal, amely az 1850-es évek végén készülhetett, mivel a város 1857-ben téglát utalt ki az építkezéshez. A hajó nyugati és déli oldalán volt egy-egy bejárata, előbbi a nők, utóbbi a férfiak templomába vezetett. Keletelték, hossztengelye a mai Bethlen Gábor utcával volt párhuzamos.
A görögkatolikus közösség létszámának gyarapodása miatt ezt a templomot lebontották, s helyette 1895 és 1897 között, Vojtovits Bertalan tervei alapján Barzó Miklós kivitelezésével új, kéttornyú templomot emeltek. A régi templom bővítésének, majd az új építésének ötlete Orosz Páltól származott, aki 1884 és 1888 között volt itt segédlelkész. A cél érdekében pénzügyi alapot gyűjtött, amelyet takarékpénztárban kamatoztattak. A templom építéséhez szükséges 39000 forintot végül Sesztay Pál főgondnok buzgólkodásának köszönhetően sikerült összegyűjteni. Az építkezés előkészületeiről a helyi és az egyházi sajtó is beszámolt, utóbbiban a főhomlokzat tervét is közölték. Ekkor még úgy tűnt, hogy az új templom kéttornyos főhomlokzatának déli tájolása ellenére a szentély a keleti részen marad.
Az alapkövet 1895. október 1-jén helyezték el. Az emlékirathoz mellékelték a régi templom bontása során talált pénzeket (1709-ből és 1772-ből) is. A helyi sajtó az építkezésről folyamatosan tájékoztatott. A kész templomot az eredeti tervekkel ellentétben nem a Millennium évében, hanem 1897. október 9-én szentelte fel Firczák Gyula munkácsi püspök. Az új templomba először a régi berendezését akarták áthelyezni, de a hívek áldozatkészsége nem lankadt, így baldachinos főoltárt építettek, illetve két előkészítő oltárt is, oszlopos retábulummal. A szószéket az építő cég készítette, a főoltár Kovaliczky Péter munkácsi egyházmegyei faragó munkája a szentségház hátoldalán olvasható felirat szerint, míg az előkészítő oltárok Opris Oszkár helybéli mester művei.
Az 1912-ben megalapított Hajdúdorogi egyházmegye székhelye először Debrecenben volt, de az 1914-es, Miklósy István püspök ellen elkövetett bombamerénylet után, az életben maradt főpásztor végül Nyíregyházára, az egyházközség 1908-ban épített bérházába költözött.
Ettől kezdve a nyíregyházi templom székesegyházként is működik. A berendezést tovább gyarapították, 1917-ben két mellékoltárt emeltek. Az első világháború után a templomot már újítani is kellett, a szentély mellé tágas sekrestyét emeltek. A 2. világháború kárait csak 1949-ben tudták kijavítani. Néhány év múlva a belsőben is komoly munkák folytak: Szegedi Molnár Géza és csapata a falakat freskókkal és seccókkal díszítette 1956-ban, egy évvel később az oltárokat márványozták, aranyozták. Az 1960-as években készült a szentély három színes ablaka, Petrasovszky Manó festőművész tervei szerint, amelyek Nagy Szent Bazilt, Aranyszájú Szent Jánost, és a Hajdúdorogi Egyházmegyét megalapító Szent X. Piusz pápát ábrázolják. 1965-ben Petrasovszky elkészítette a még hiányzó, teljes ikonosztázion tervét is, de nem valósult meg. A templomot kívülről többször felújították.6 A főbejárat fölötti ablakba a Tanító Krisztus képét Mohay Attila készítette 1986-ban.
1989-ben a külsőt megújították, a belsőt újra kifestették Nemcsics Antal elképzelései alapján, N. Takács Magdolna és Nemcsics Endre közreműködésével. A belső átalakításokat Török Ferenc építész koordinálta, a mellékoltárok közül kettőt a tornyok és a keresztszárak között ekkor kialakított kicsiny kápolnákba helyeztek át, a karzatok alatti Szent Miklós- és Szent István első vértanú-oltárának menzáját megrövidítették, a szószéket lebontották.8 Az ezredforduló után a falakat újra kifestették, a padlózatot süttői vöröskőre cserélték, a padokat átalakították, majd a külsőt is megújították. A szentély fa berendezését 2008-tól restaurálták, majd két mellékoltárt, és a körmeneti ikonokat is megújították.
2011-ben tervezte meg a már régóta hiányzó ikonosztáziont dr. Kárpáti László, Görömbölyön élő művész, muzeológus. Az ikonosztáz külső oldalára süttői vöröskőből és mészkőből faragták meg a templom stílusához igazodó, klasszikus építészeti formákat követő tagozatokat. Az ikonosztáz csak kétsoros, a négy alapkép alatti mezők kőberakásai a bizánci művészet virágkorának stílusa ihlette. Tudatosan csak hazai kövek alkalmazásával számolt az alkotó, amikor a magyar emlékanyagban ritkának számító, de az ikonosztázion kialakulásának korát idéző anyaghasználat mellett döntött.
Az ikonokat Seres Tamás festőrestaurátor művész készíti. Az alapképeken a fő alakok mellett további, kisebb méretű szentábrázolások is helyet kaptak: a trónon ülő Krisztust az apostolok, az Istenszülőt és gyermek Jézust a próféták övezik. Azon túl, hogy ily módon a teljes ikonosztázionokon megszokott két felső sor, mintegy tömörítve itt is megjelenik, ezek az ikonográfiai megoldások már a középkori bizánci művészetben jól ismertek voltak. Meg kell jegyezni, hogy az Istenszülő ikonoknak ez a típusa, amelyen próféták dicsőítik a Szüzet és isteni Gyermekét, már a 11. században kialakult, ikonosztázionok alapképeként pedig a Balkánon, majd a Kárpátok vidékén is igen elterjedtté vált a 15. és 17. század között. Igazából ez az elrendezés a legkorábbi Kárpát-medencei ikonosztázok formavilágával rokonítható.
A Szent Miklós-alapkép két oldalán nyolc keleti és nyugati egyházatya, Keresztelő Szent János próféta ikonján pedig további próféták jelennek meg. Az ikonosztázion párkányára egy tömbből faragott, a kora bizánci művészetben elterjedt formájú keresztet helyeztek. Folyamatban van az ikonosztázion stílusához igazodó püspöki trón építése is, szintén Kárpáti László tervei szerint.
A templom 2013-ban társ-székesegyházi, majd 2015-ben székesegyházi rangot kapott.

## Leírása
A kéttornyú, görögkereszt alaprajzú templom stílusa eklektikusnak nevezhető, mivel tervezője a középkori, de leginkább a reneszánsz építészet formáitól ihletve alkotta meg művét. A görögkereszt alaprajzi forma és a centrális téralakítás a bizánci hagyomány felé mutat, legalábbis a korabeli kritika így vélte. A keletelés végül elmaradt, a szentély az északi oldalon van, a déli száron emelkedik a két torony, közöttük a monumentálisan kialakított főkapuval. A szentély és a kereszt oldalszárai a nyolcszög három oldalával záródnak. A keresztszárakban és a főbejárat fölött, öntöttvas oszlopokra helyezve karzatokat építettek, amelyek a tornyokból közelíthetőek meg. Az egész templom boltozott, nagy félköríves ablakokkal, és két oldalbejárattal.

## Harangjai
A templom két tornya közül a nyugati (bal oldali) üres. A keleti (jobb oldali) toronyban három harang található. Az Istentszülő Szűz-nagyharang 960 kg-os, E1 alaphangú, a Szent Miklós-kisharang 280 kg-os, H1 alaphangú. Mindkettőt Fritz Wilhelm Rincker öntötte 1925-ben Budapesten. A középső, kb. 575 kg-os, Gisz1 hangú harangot a második világháborúban elvitték. Ehelyett 2022 szeptemberében érkezett egy Szent József tiszteletére szentelt harang, ami eredetileg egy esseni templom számára készült 1958-ban Friedrich Wilhelm Schilling műhelyében. Miután az esseni templomot lebontották, Nemesnádudvarra került, de hangban kilógott társai közül, így az ottani plébánia új harangot öntetett 2022 nyarán a Perner harangöntödével. A harang tömege 515 kg, hangja Gisz1/Asz1 így tökéletesen illeszkedik társaihoz, E-dúr akkordot adva.
Az új harang érkezésekor a harangok meghajtása és tartószerkezete is megújult: új, egyenes jármot kaptak, lánckerekes villanymotoros meghajtással újra felülütősen szólalnak meg, így a város legszebben szóló harangegyüttesével büszkélkedhet a nyíregyházi görög katolikus egyházmegye.
A nyugati toronyban soha nem volt harang.
Harangozási rend
Minden nap a reggeli és esti Úrangyalára a Szent József, déli harangszóra az Istentszülő Szűz-harang kondul meg. Igeliturgiák kezdetekor hétköznap a 2 kisebb harang szól, szombat este és vasárnap mind a 3 harang megszólal.